# Eva Pogačar
Eva Pogačar (Lubiana, 14 luglio 2000) è una pallavolista slovena, palleggiatrice del Branik.

## Carriera

### Club
La carriera di Eva Pogačar inizia nella stagione 2015-16 quando entra a far parte della Zgornja Gorenjska, nella massima divisione slovena, dove resta per due annate. Per la stagione 2017-18 si accasa al Kamnik, sempre in 1.DOL, conquistando la Coppa di Slovenia 2018-19.
Nell'annata 2019-20 viene ingaggiata dal club italiano del Filottrano, in Serie A1: tuttavia, a campionato in corso, fa ritorno al Kamnik, con cui vince lo scudetto 2020-21. Nella stagione 2021-22 veste la maglia del Branik, sempre in 1. DOL.

### Nazionale
Nel 2017 ottiene le convocazioni nella nazionale slovena Under-18, mentre nel 2018 è il quella Under-19.
Nel 2018 ottiene le prime convocazioni nella nazionale maggiore. Nel 2019 vince la medaglia d'argento all'European Silver League: nel 2021 si aggiudica il bronzo nella stessa competizione.

## Palmarès

### Club
- Campionato sloveno: 1

2020-21
- Coppa di Slovenia: 1

2018-19

### Nazionale (competizioni minori)
- European Silver League 2019
- European Silver League 2021